# Magyarország a 2000-es úszó-Európa-bajnokságon
Magyarország a finnországi Helsinkiben megrendezett 2000-es úszó-Európa-bajnokság egyik részt vevő nemzete volt.

## Versenyzők száma
| Sportág, szakág  | Magyar résztvevő | Magyar résztvevő | Magyar résztvevő |
| Sportág, szakág  | Férfi            | Nő               | Össz.            |
| Úszás            | 4                | 2                | 6                |
| Nyílt vízi úszás | 3                | 1                | 4                |
| Műugrás          | 1                | 1                | 2                |
| Szinkronúszás    | –                | 3                | 3                |
| Összesen         | 8                | 7                | 15               |

## Érmesek
| Érem  | Versenyző      | Versenyszám | Versenyszám        | Dátum     |
| ----- | -------------- | ----------- | ------------------ | --------- |
| Arany | Kovács Ágnes   | úszás       | Női 100 m mell     | július 5. |
| Arany | Kovács Ágnes   | úszás       | Női 50 m mell      | július 7. |
| Arany | Batházi István | úszás       | Férfi 400 m vegyes | július 9. |
| Ezüst | Kovács Ágnes   | úszás       | Női 200 m mell     | július 8. |

## Úszás
Férfi
| Versenyző      | Versenyszám    | Előfutam | Előfutam | Előfutam | Elődöntő | Elődöntő | Elődöntő | Döntő   | Döntő    |
| Versenyző      | Versenyszám    | Idő      | Hely.    | Össz.    | Idő      | Hely.    | Össz.    | Idő     | Helyezés |
| -------------- | -------------- | -------- | -------- | -------- | -------- | -------- | -------- | ------- | -------- |
| Zubor Attila   | 50 m gyors     | 23,04    | 5.       | 18.      | kiesett  | kiesett  | kiesett  | kiesett | kiesett  |
| Zubor Attila   | 100 m gyors    | 50,22    | 2.       | 2.       | 50,06    | 3.       | 7.       | 49,96   | 7.       |
| Zubor Attila   | 200 m gyors    | 1:52,46  | 7.       | 23.      | kiesett  | kiesett  | kiesett  | kiesett | kiesett  |
| Horváth Péter  | 50 m hát       | 26,53    | 3.       | 12.      | 26,43    | 4.       | 10.      | kiesett | kiesett  |
| Horváth Péter  | 100 m hát      | 56,52    | 6.       | 9.       | 56,07    | 5.       | 5.       | 56,17   | 8.       |
| Kolozár Dávid  | 100 m pillangó | 56,61    | 6.       | 40.      | kiesett  | kiesett  | kiesett  | kiesett | kiesett  |
| Kolozár Dávid  | 200 m pillangó | 2:02,05  | 3.       | 14.      | 2:00,78  | 6.       | 11.      | kiesett | kiesett  |
| Batházi István | 200 m vegyes   | 2:05,63  | 6.       | 17.      | kiesett  | kiesett  | kiesett  | kiesett | kiesett  |
| Batházi István | 400 m vegyes   | 4:23,52  | 3.       | 4.       |          |          |          | 4:18,51 |          |

Női
| Versenyző        | Versenyszám | Előfutam | Előfutam | Előfutam | Elődöntő | Elődöntő | Elődöntő | Döntő   | Döntő    |
| Versenyző        | Versenyszám | Idő      | Hely.    | Össz.    | Idő      | Hely.    | Össz.    | Idő     | Helyezés |
| ---------------- | ----------- | -------- | -------- | -------- | -------- | -------- | -------- | ------- | -------- |
| Kovács Ágnes     | 50 m mell   | 32,20    | 1.       | 2.       | 31,92    | 1.       | 1.       | 31,68   |          |
| Kovács Ágnes     | 100 m mell  | 1:10,05  | 1.       | 1.       | 1:08,34  | 1.       | 1.       | 1:08,38 |          |
| Kovács Ágnes     | 200 m mell  | 2:31,02  | 1.       | 3.       | 2:27,87  | 1.       | 1.       | 2:26,85 |          |
| Kovács Krisztina | 50 m mell   | 32,86    | 3.       | 8.       | 33,01    | 6.       | 11.      | kiesett | kiesett  |
| Kovács Krisztina | 100 m mell  | 1:10,95  | 2.       | 6.       | 1:10,41  | 4.       | 5.       | 1:11,25 | 8.       |
| Kovács Krisztina | 200 m mell  | 2:33,54  | 6.       | 11.      | 2:39,86  | 8.       | 16.      | kiesett | kiesett  |

## Nyílt vízi úszás
Férfi
| Versenyző       | Versenyszám | Idő           | Helyezés      |
| --------------- | ----------- | ------------- | ------------- |
| Tószegi Márton  | 5 km        | 57:25,6       | 16.           |
| Cselényi Balázs | 5 km        | 59:38,1       | 20.           |
| Cselényi Balázs | 25 km       | 5:43:44,7     | 12.           |
| Győrfi Ákos     | 25 km       | nem ért célba | nem ért célba |

Női
| Versenyző     | Versenyszám | Idő       | Helyezés |
| ------------- | ----------- | --------- | -------- |
| Balázs Eszter | 5 km        | 1:05:28,6 | 24.      |

## Műugrás
Férfi
| Versenyző    | Versenyszám | Selejtező | Selejtező | Elődöntő | Elődöntő | Döntő   | Döntő    |
| Versenyző    | Versenyszám | Pont      | Hely.     | Pont     | Hely.    | Pont    | Helyezés |
| ------------ | ----------- | --------- | --------- | -------- | -------- | ------- | -------- |
| Lengyel Imre | 1 m műugrás | 303,33    | 8.        |          |          | kiesett | kiesett  |
| Lengyel Imre | 3 m műugrás | 359,37    | 11.       | 556,74   | 11.      | 596,82  | 7.       |

Női
| Versenyző   | Versenyszám      | Selejtező | Selejtező | Elődöntő | Elődöntő | Döntő   | Döntő    |
| Versenyző   | Versenyszám      | Pont      | Hely.     | Pont     | Hely.    | Pont    | Helyezés |
| ----------- | ---------------- | --------- | --------- | -------- | -------- | ------- | -------- |
| Déri Eszter | 10 m toronyugrás | 183,06    | 17.       | 331,80   | 16.      | kiesett | kiesett  |

## Szinkronúszás
| Versenyző                         | Versenyszám | Technikai | Technikai | Szabad | Szabad | Selejtező | Selejtező | Döntő   | Döntő   |
| Versenyző                         | Versenyszám | Pont      | Hely      | Pont   | Hely   | Pont      | Hely      | Pont    | Hely    |
| --------------------------------- | ----------- | --------- | --------- | ------ | ------ | --------- | --------- | ------- | ------- |
| Ökrös Anna                        | Egyéni      | 28,126    | 17.       | 51,870 | 17.    | 79,996    | 17.       | kiesett | kiesett |
| Hámori Zsuzsanna Marschalkó Petra | Páros       | 29,162    | 13.       | 54,418 | 13.    | 83,580    | 13.       | kiesett | kiesett |